# Edwin Fischer

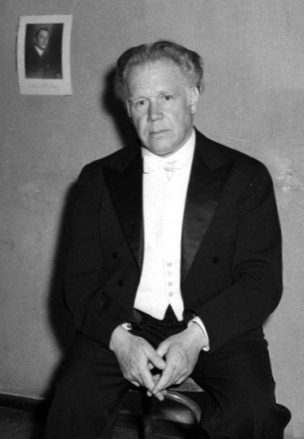
Edwin Fischer, 1946

Edwin Fischer (Bazel, 6 oktober 1886 – Zürich, 24 januari 1960) was een Zwitsers pianist, dirigent en muziekpedagoog, die door zijn opnamen van Bach en Beethoven bekend werd. Hij was een leerling van Martin Krause, die zelf bij Franz Liszt had gestudeerd.
Fischer nam tussen 1933 en 1936 als eerste het complete Wohltemperierte Klavier (48 Präludien und Fugen von J. S. Bach) op langspeelplaten op. Voor muziekkenners zijn zijn interpretaties van de pianosonates van Beethoven belangrijk.
Hij droeg sinds 3 maart 1915 de Orden für Kunst und Wissenschaft van Mecklenburg-Strelitz in Zilver.

## Leerlingen
- Peter Feuchtwanger
- Géza Anda
- Sequeira Costa
- Helena Sá e Costa
- Paul Badura-Skoda
- Daniel Barenboim
- Alfred Brendel
- Jörg Demus
- Conrad Hansen
- Grete Sultan
- Katja Andy (kunstenaarsnaam van Käte Aschaffenburg)
- Sebastian Benda
- Gernot Kahl
- Rita Bouboulidi
- Harry Datyner